# Луговое (станция)
Луговое — железнодорожная станция Сахалинского региона Дальневосточной железной дороги.

## История
Станция открыта в 1911 году в составе пускового участка Южно-Сахалинск — Долинск.

## Деятельность
Пассажирское сообщение по платформе представлено  дизельными поездами, курсирующими ежедневно по маршруту Южно-Сахалинск — Томари  2 раза в сутки.

Грузовые операции по станции не предусмотрены.

## Изображения
- В сторону Южно-Сахалинска
- В сторону Ноглик